# William Bardolf

Wappen von William Bardolf

William Bardolf (* vor 1206; † vor 5. Januar 1276) war ein englischer Adliger. Er war lange Jahre ein loyaler Unterstützer von König Heinrich III., bis er ab 1258 die Adelsopposition gegen den König unterstützte. Während des Zweiten Kriegs der Barone stand er jedoch wieder auf der Seite des Königs.

## Herkunft und Jugend
William Bardolf war ein Sohn von Doun Bardolf und von dessen Frau Beatrice, einer Tochter von William de Warenne, Lord of Wormegay. Nach dem Tod seines Vaters 1205 erbte er dessen Besitzungen in Shelford in Nottinghamshire, dazu konnte er über seine Mutter auch das Erbe seines Großvaters mit Besitzungen bei Wormegay in Norfolk erwarten. Seine Mutter heiratete nach dem Tod seines Vaters einen nicht näher benannten Ralph, der jedoch um 1210 bereits starb. In dritter Ehe heiratete sie Hubert de Burgh, der nach dem Tod von Williams Mutter 1214 sein Vormund wurde. De Burgh wurde als loyaler Beamter 1215 königlicher Justiciar, und obwohl Bardolf 1215 sein Erbe zugesprochen bekam, blieb die Honour of Wormegay, das Erbe seiner Mutter, bis de Burghs Tod 1243 in dessen Verwaltung. Aufgrund seines Erbes galt Bardolf dennoch als mittlerer Kronvasall.

## Baron im Dienst von HeinrichIII.
1230 nahm Bardolf am erfolglosen Frankreichfeldzug von König Heinrich III. teil. 1242 war er Kommandant der Expedition, die William de Marisco und andere Geächtete auf Lundy Island gefangen nahm. 1244 diente er während des englisch-walisischen Kriegs in Wales, im August 1244 gehörte er zum Heer des Königs, als eine politische Krise fast zu einem Krieg gegen Schottland führte. Diese Krise konnte aber durch den Vertrag von Newcastle beigelegt werden. 1254 gehörte Bardolf zum Gefolge von Königin Eleonore von der Provence, als diese nach Frankreich reiste. Für seine Dienste belohnte ihn der König mit Marktrechten und anderen Privilegien für seine Güter sowie mit günstigeren Bedingungen für die Rückzahlung seiner Schulden gegenüber der Krone.

## Rolle während des Zweiten Kriegs der Barone
Als 1258 eine Adelsopposition gegen den König rebellierte, wurde Bardolf zu einem der zwölf Vertreter der Barone gewählt, die ein Reformprogramm für die Regierung des Königs erarbeiten sollten. Nach den Bestimmungen dieses Programms, der Provisions of Oxford, wurde Bardolf am 22. Juni 1258 zum Kommandanten des königlichen Nottingham Castle ernannt. Vor März 1259 wurde er zu einem der zwölf Vertreter gewählt, die zusammen mit dem fünfzehnköpfigen Staatsrat das Parlament bilden sollten. Als es dennoch zu weiteren Konflikten zwischen der Adelsopposition und dem König kam, blockierte Bardolf als einflussreicher Baron 1261 die Arbeit des königlichen Sheriffs in Norfolk. Im Dezember 1263 stimmte er einer Schlichtung des Konflikts durch den französischen König Ludwig IX. zu. Nach diesem Schiedsspruch, dem Mise of Amiens, kam es im Frühjahr 1264 dennoch zum offenen Zweiten Krieg der Barone gegen den König. Nachdem die königlichen Truppen die Rebellen im April 1264 bei Northampton besiegt hatten, wechselte Bardolf die Seiten und gehörte dem königlichen Heer an, das im Mai 1264 in der Schlacht von Lewes von den Rebellen unter Simon de Montfort geschlagen wurden. In der Schlacht geriet Bardolf in Gefangenschaft. Nachdem die königliche Partei die Adelsopposition im August 1265 in der Schlacht von Evesham entscheidend geschlagen hatte, erhielt Bardolf nur geringe Anteile von den beschlagnahmten Besitzungen der Rebellen. Er starb kurz vor dem 5. Januar 1276.

## Heirat und Erbe
Vor 1230 wurde Bardolf mit Nichola verheiratet, deren Herkunft unbekannt ist. Sein Erbe wurde sein gleichnamiger Sohn William Bardolf.